# Doria Ragland
Doria Loyce Ragland (Cleveland, 2 de setembro de 1956) é uma assistente social, ex-maquiadora e instrutora de ioga que ficou famosa por ser a mãe de Meghan Markle, a duquesa de Sussex. Nascida em Ohio, mas cresceu em Los Angeles, onde se formou em trabalho social pela Universidade do Sul da Califórnia. Ela se casou com Thomas Markle, um diretor de fotografia, em 1979 e se divorciou dele em 1987. Eles tiveram uma filha, Meghan, em 1981. Ragland apoiou a carreira de atriz de sua filha e compareceu ao seu casamento com o príncipe Harry em 2018. Ela também é avó de Archie e Lilibet de Sussex, os filhos de Meghan e Harry.

## Biografia
Nascida em uma família em Cleveland, Ohio, Doria Ragland é filha de Jeanette Arnold (1929–2000) e seu segundo marido, Alvin Azell Ragland (1929–2011).  Sua mãe era enfermeira e seu pai era um antiquário que vendia itens nos mercados de pulga. Os avós maternos de Ragland, James e Nettie Arnold, trabalhavam como mensageiro e operador de elevador no Hotel St. Regis, somente para brancos, na Euclid Avenue, em Cleveland. Quando Ragland era bebê, seus pais se mudaram para Los Angeles.  Ela frequentou a Fairfax High School.  Os pais de Ragland se divorciaram e, em 1983, seu pai se casou com Ava Burrow, uma professora de jardim de infância, que tem quase a idade de Ragland e com quem Ragland permaneceu próximo depois que o casamento também terminou em divórcio. Ragland tem dois meio-irmãos maternos mais velhos, Joseph Jr. e Saundra Johnson, e um meio-irmão paterno mais novo, Joffrey Ragland. 

## Vida pessoal
Ragland foi casada com o diretor de iluminação Thomas Markle, no templo de auto-realização de Paramahansa Yogananda em Hollywood pelo irmão Bhaktananda em 23 de dezembro de 1979. Ela e Markle tiveram uma filha, Rachel Meghan Markle, em 4 de agosto de 1981.   O casamento terminou em divórcio em 1987 ou 1988. O divórcio foi declaradamente amigável e ambos contribuíram para a criação da filha. Ragland reside em View Park-Windsor Hills, na Califórnia, em uma casa que ela herdou de seu pai em 2011.  Ela acompanhou sua filha a eventos públicos, como o 20º aniversário da Quarta Conferência Mundial sobre as Mulheres e os Jogos Invictus. Ela participou do casamento de sua filha e o príncipe Harry, um membro da família real britânica, em 2018.
Em contraste com Thomas Markle, Ragland tem um relacionamento próximo com sua filha. Em 6 de maio de 2019, o primeiro neto de Ragland, Archie Mountbatten-Windsor, nasceu e Ragland voou de Los Angeles para o Reino Unido para ver seu neto e seus pais. Em julho daquele ano, ela também participou do batismo de seu neto, realizado na capela particular do Castelo de Windsor.